# Orlando Contreras (futbolista)
Orlando Contreras Collantes (Lima, Provincia de Lima, Perú, 1 de junio de 1982) es un futbolista peruano. Juega como defensa central Su último equipo fue  la Academia Deportiva Cantolao.Tiene 42 años

## Trayectoria
Hizo las divisiones inferiores en Club Deportivo San Agustín. Fue bicampeón con la San Martín, en el 2008 fue elegido el futbolista del año. 

### Alianza Lima
Luego de su gran año fue fichado por Alianza Lima, club del cual se hizo hincha. Sin embargo, perdió la final nacional frente al clásico rival Universitario de Deportes. Fue rumoreado como posible refuerzo de Robur Siena.
Para el Campeonato Descentralizado 2010 vuelve a la Universidad San Martin con el que sale campeón siendo regular en la saga santa junto a Atilio Muente y Christian Ramos.
En el 2012 se marcha al Juan Aurich para afrontar la Copa Libertadores 2012. Al siguiente año vuelve a jugar la Copa Libertadores 2013 con la Universidad César Vallejo.

## Selección nacional
Ha sido internacional con la selección peruana de fútbol, disputando 7 partidos y habiendo anotado un gol.

## Clubes
| Club                      | País | Año         |
| ------------------------- | ---- | ----------- |
| Social Independiente      | Perú | 1999        |
| América Cochahuayco       | Perú | 2002-2003   |
| Deportivo La Red          | Perú | 2004        |
| Real Miraflores FC        | Perú | 2004        |
| Unión Huaral              | Perú | 2005-2006   |
| FBC Melgar                | Perú | 2006        |
| Universidad San Martín    | Perú | 2007-2008   |
| Alianza Lima              | Perú | 2009        |
| Universidad San Martín    | Perú | 2010-2011   |
| Juan Aurich               | Perú | 2012        |
| Universidad César Vallejo | Perú | 2013        |
| León de Huánuco           | Perú | 2014        |
| Deportivo Municipal       | Perú | 2015 - 2016 |
| Academia Cantolao         | Perú | 2017 - 2020 |

## Palmarés

### Campeonatos nacionales
| Título                 | Club                      | País | Año  |
| ---------------------- | ------------------------- | ---- | ---- |
| Torneos Apertura       | Universidad de San Martín | Perú | 2007 |
| Torneo Descentralizado | Universidad de San Martín | Perú | 2007 |
| Torneos Clausura       | Universidad de San Martín | Perú | 2008 |
| Torneo Descentralizado | Universidad de San Martín | Perú | 2008 |
| Torneo Descentralizado | Universidad de San Martín | Perú | 2010 |

### Distinciones individuales
| Distinción                                                                                         | Año  |
| -------------------------------------------------------------------------------------------------- | ---- |
| Futbolista del año en Perú                                                                         | 2008 |
| Incluido en el equipo ideal del Torneo Apertura de Perú según el portal periodístico DeChalaca.com | 2017 |
| Incluido en el equipo ideal del Campeonato Descentralizado según DeChalaca.com                     | 2017 |